# Équipe Louise O'Sullivan - Parti Montréal - Ville-Marie
 (mai 2013).
L'Équipe Louise O'Sullivan - Parti Montréal - Ville-Marie était un parti politique montréalais dirigé par Louise O’Sullivan et qui fut dissout le 11 mai 2015. Cette dernière était candidate à la mairie de Montréal pour l'élection municipale montréalaise de 2009.
Louise O’Sullivan a été conseiller de la ville du district électoral de Peter-McGill et membre du comité exécutif de la ville de Montréal sous la bannière de l'Union des citoyens et citoyennes de l'île de Montréal dont le chef est Gérald Tremblay. Elle a démissionné du parti en 2004. Elle a été candidate du Parti conservateur du Canada dans la circonscription de Westmount—Ville-Marie à l'élection fédérale canadienne de 2006 remportée par Lucienne Robillard sous la bannière du Parti libéral du Canada.
Afin d'attirer plus d'entreprises à Montréal, pour favoriser la création d'emplois et de richesses, le Parti Montréal - Ville-Marie proposait de créer des abris fiscaux. En outre, il proposait d’améliorer les relations de l’administration municipale avec ses employés.

## Conflits à la Ville de Montréal
À la suite des évènements qui ont secoué l’administration Tremblay[Quand ?], dont celui ayant trait à la Société d'habitation et de développement de Montréal et celui impliquant l’ancien président du comité exécutif de Montréal Frank Zampino, Louise O’Sullivan a demandé, le 4 mai 2009, que le maire de Montréal soit convoqué en commission parlementaire. Face à cette situation, elle demande aussi la mise en tutelle de la Ville de Montréal, jusqu'aux élections municipales du 1er novembre 2009.

### Commissaire à l’éthique
Le 16 mai 2009, le Parti Montréal - Ville-Marie a demandé au gouvernement du Québec que le nouveau commissaire à l’éthique ait juridiction sur les élus de la ville de Montréal afin de mieux protéger les citoyens. Le Parti Montréal - Ville-Marie a demandé aux autres partis politiques d’adopter cette proposition pour mettre fin à ce qu'il qualifie de « laxisme qui sévit actuellement à Montréal ».

## Réduction du nombre d’élus

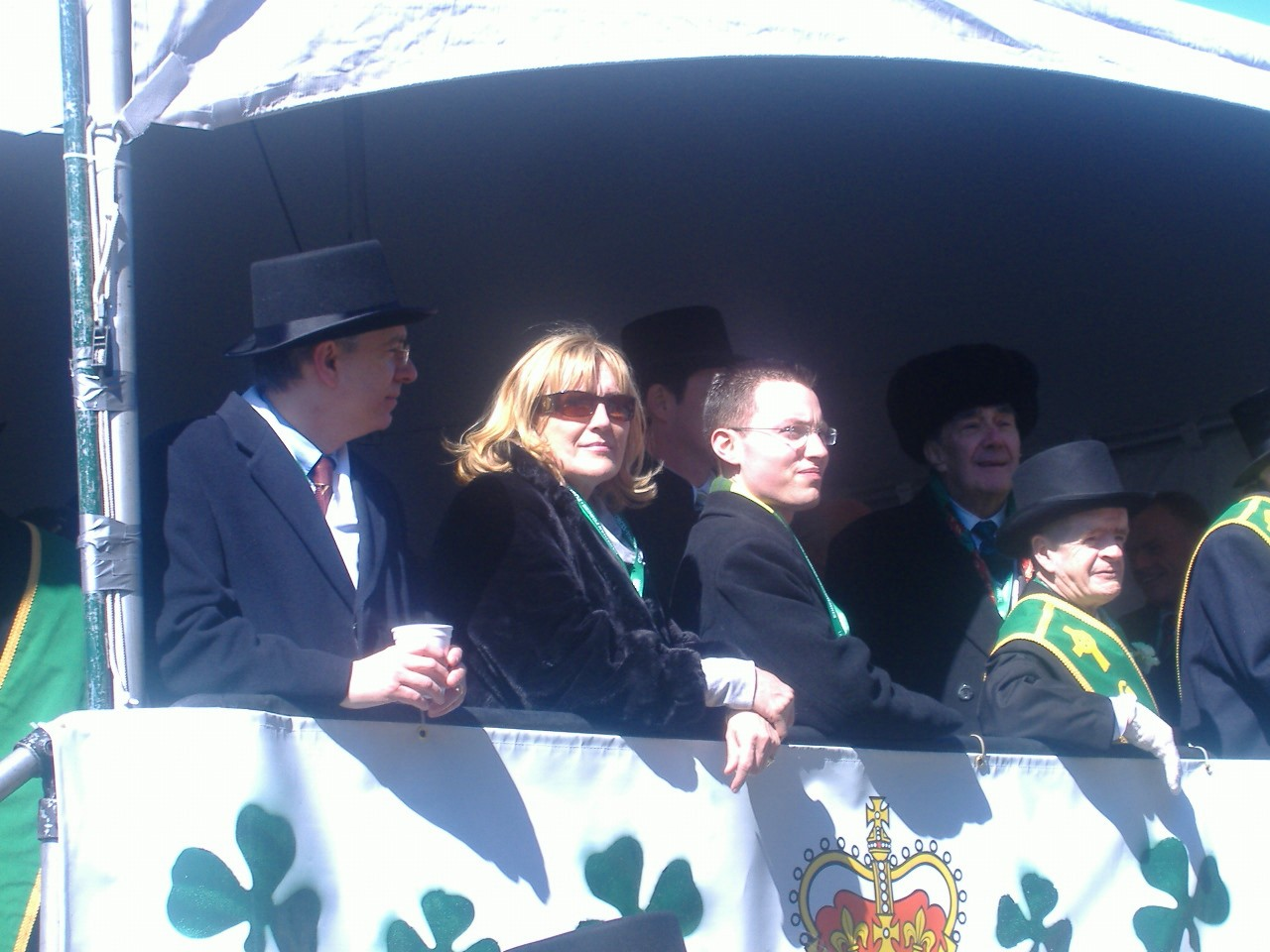
Louise O'Sullivan

Alors que Louise O’Sullivan présentait, le 15 mai 2009, des candidats pour l’arrondissement de Côte-des-Neiges–Notre-Dame-de-Grâce, elle a rappelé que le Parti Montréal - Ville-Marie s’engage, s’il est porté au pouvoir, à réduire de moitié le nombre d’élus municipaux à Montréal, ce qui permettra de diminuer considérablement la lourdeur des structures actuelles et d'alléger le fardeau fiscal des citoyens,.

## Environnement
L’environnement était une des priorités électorales du Parti Montréal - Ville-Marie. C’est ainsi qu'il souhaitait protéger le Mont Royal et condamnait le projet Marianopolis qui mettait en danger la protection des espaces verts encore présents sur la montagne. Le plan de protection de la montagne à l'époque était insuffisant, selon le parti, et ne faisait que donner bonne conscience aux élus de l’administration. Au contraire, le parti souhaitait que la ville de Montréal acquière les anciens terrains des Sulpiciens, pour en faire un lieu patrimonial et récréatif, pour protéger les espaces verts en danger et pour que ces terrains soient ainsi redonnés à la population qui aura accès à ces lieux. Il s’agissait d’un engagement du parti, une fois porté au pouvoir.

## Parcomètres
En compagnie de nombreux dirigeants de restaurants, d’entrepreneurs et de propriétaires de bâtiments commerciaux du centre-ville de Montréal affectés par cette situation, le Parti Montréal - Ville-Marie a dénoncé la révision de la réglementation des parcomètres de Montréal qui tuait leurs chiffres d'affaires[réf. nécessaire], lors d’une conférence de presse tenue le mardi 24 mars 2009 par Louise O’Sullivan et des membres de son équipe.

## Manifestation contre la brutalité policière
Le 16 mars 2009, le Parti Montréal - Ville-Marie a réagi face au vandalisme qui s’est produit lors de la manifestation du Collectif opposé à la brutalité policière, tenue la veille. Il promettait, une fois porté au pouvoir, de refuser catégoriquement l’émission de permis de manifester (qui ne sont toutefois pas nécessaires pour tenir une manifestation au Canada) dans le cas de rassemblements mal encadrés et régis par la désobéissance civile. Il condamnait le laisser-aller de l’administration actuelle, alors que ce type de situations ternissaient la réputation de Montréal et venaient déranger la vie des citoyens.

## Résultats de l’élection générale municipale de la ville de Montréal de 2009
| Équipe Louise O'Sullivan - Parti Montréal - Ville-Marie                | Équipe Louise O'Sullivan - Parti Montréal - Ville-Marie | Équipe Louise O'Sullivan - Parti Montréal - Ville-Marie | Équipe Louise O'Sullivan - Parti Montréal - Ville-Marie | Équipe Louise O'Sullivan - Parti Montréal - Ville-Marie | Équipe Louise O'Sullivan - Parti Montréal - Ville-Marie |
| Poste électif                                                          | Candidat                                                | Nombre de votes                                         | Pourcentage                                             | Résultat                                                |                                                         |
| ---------------------------------------------------------------------- | ------------------------------------------------------- | ------------------------------------------------------- | ------------------------------------------------------- | ------------------------------------------------------- | ------------------------------------------------------- |
| Maire de la ville de Montréal Maire de l'arrondissement de Ville-Marie | Louise O’Sullivan                                       | 8490                                                    | 2                                                       | position 4                                              |                                                         |
| Conseiller de la ville du district électoral de Bordeaux-Cartierville  | John Gentile                                            | 403                                                     | 5                                                       | position 4                                              |                                                         |
| Conseiller de la ville du district électoral de Darlington             | Francine Brodeur                                        | 435                                                     | 8.2                                                     | position 4                                              |                                                         |
| Conseiller de la ville du district électoral de Lorimier               | Antoine Bilodeau                                        | 250                                                     | 1.9                                                     | position 4                                              |                                                         |
| Conseiller de la ville du district électoral de Jeanne-Mance           | Marc-André Bahl                                         | 314                                                     | 3.8                                                     | position 4                                              |                                                         |
| Conseillère de la ville du district électoral de Mile-End              | Juliana Contreras                                       | 272                                                     | 3                                                       | position 4                                              |                                                         |
| Conseiller de la ville du district électoral Peter McGill (Colistier)  | Fergus Keyes                                            | 529                                                     | 10.4                                                    | position 5                                              |                                                         |
| Maire de l'arrondissement de Verdun                                    | Pierre Labrosse                                         | 1055                                                    | 6                                                       | Position 4                                              |                                                         |